# Шабалин, Алексей Васильевич
Алексей Васильевич Шабалин (1947—2008) — советский и российский учёный-медик, доктор медицинских наук, профессор; член-корреспондент РАМН (2002).
Автор более 290 научных публикаций, включая монографии, а также 2 авторских свидетельств. Его научные исследования посвящены изучению биологических механизмов старения и долгожительства в Сибири, а также вопросам кардиологии, функциональной диагностики и клинической фармакологии и пожилых людей.

## Биография
Родился 25 марта 1947 года в селе Родниковое Предгорного района Грозненской области, ныне — посёлок Родниковый Ставропольского края.
В 1972 году окончил лечебный факультет Новосибирского государственного медицинского института (НГМУ, ныне — Новосибирский государственный медицинский университет). Начал трудовой путь ординатором терапевтического отделения городской больницы; затем — ассистент (1978), доцент (1991), профессор (1998), заведующий кафедры терапии факультета усовершенствования врачей Факультета повышения квалификации и профессиональной переподготовки врачей Новосибирского государственного медицинского университета (с 2003 года до конца жизни). С 1996 года А. В. Шабалин — ведущий, затем — главный научный сотрудник (1999) и заведующий лабораторией клинической геронтологии в НИИ терапии Сибирского отделения РАМН, также был членом Президиума СО РАМН (2006—2008).
В 1988 году он защитил кандидатскую диссертацию на тему «Функциональные и биохимические методы в диагностике алкогольного поражения сердца». В 1996 году защитил докторскую диссертацию на тему «Клинические аспекты применения магнитокардиографии». Под его руководством выполнено в общей сложности 16 докторских и кандидатских диссертаций.
А. В. Шабалин был вице-президентом Геронтологического общества Российской академии наук, членом редакционной коллегии журналов «Успехи геронтологии» (Санкт-Петербург) и «Сибирский консилиум». В течение четырнадцати лет он исполнял обязанности главного терапевта Новосибирска и главного терапевта Сибирского федерального округа (с 2000 года).
Умер 19 октября 2008 года в Новосибирске. Был похоронен на Заельцовском кладбище города.